# 김자경
김자경(金慈璟, 1917년 ~ 1999년 11월 9일)은 대한민국의 여성 성악가이다. 경기 개성 출생. 1935년 원산 누씨고등여학교를 거쳐 1940년 이화여전 음악과를 졸업하고, 이화여자고등학교에서 교편을 잡았다. 1941년 서울 부민관에서 제1회 독창회를 개최하고, 한국 최초로 오페라 《라 트라비아타》를 상연하였다. 이화여전 음악과 교수로 있던 중 미국의 줄리어드 음악학교에서 연구를 하고, 1950년 뉴욕 카네기 홀에서 독창회를 열었다. 귀국하여 다시 이화여대 음악과 교수가 되었고, 수차례 독창회를 열었다. 한·이 협회 부회장 겸 감사·이화여대 성악과장·음악협회 감사를 역임하고, 한국 첫 민간 오페라단인 김자경 오페라단을 창립, 단장이 되었다.

## 수상 경력
- 대한민국예술원 상 (1974년)
- 대한민국 은관문화훈장 (1974년)
- 국민훈장 석류장 (1983년)
- 세종문화상 (1987년)
- 프랑스 문화예술훈장 (1992년)

## 가족
- 부친 : 김영환(金永煥)
  - 남편 : 심형구(沈亨求, 1908년 ~ 1962년)
    - 장녀 : 심영혜(1943 ~ )
    - 장남 : 심홍(1945 ~ )
    - 차남 : 심현식(1954 ~ )